# 教寿院如祐尼
教寿院如祐尼（きょうじゅいん にょゆうに、生年不詳 - 寛永10年9月14日/15日（1633年10月16日/17日）は、安土桃山時代から江戸時代前期の女性、尼僧。通称はおふく。新川玄要の娘。真宗大谷派（東本願寺）第12代法主教如の側室。
出自は分かっておらず、教如の家臣宇野新蔵の日記『宇野新蔵覚書』と、大阪府貝塚市の願泉寺第7代住職卜半了観が書いた『手鑑』以外に教寿院を記した史料が無いため、生涯もほとんど不明である。『手鑑』によると願泉寺と姻戚関係を結んだ新川家の一門・佐野川新川家の出身と推定され、願泉寺初代住職卜半斎了珍の妻如西の姪といわれ、教如が貝塚に滞在していた時期に教如の子を出産したという。
教如からは正室東之督を差し置いて寵愛されたが、教如の母如春尼と仲が悪く、下間頼龍ら教如の側近たちにもよく思われていなかった。文禄2年（1593年）に教如が豊臣秀吉から大坂城に呼び出され、取り調べを受けた際に教如がおふく（教寿院）を寵愛したことも指摘され、公家の山科言経が日記『言経卿記』に記したように、教如の女性問題は世間の噂になっていたことが推定される。
秀吉の裁定で教如が本願寺法主を退くと、頼龍らの弾劾で別居処分となり、宇野主水（宇野新蔵の父）の付き添いで近江福田寺に一時身を寄せた。その後教如の下へ戻ったらしく、文禄5年（1596年）と翌慶長2年（1597年）に長男尊如と次男観如を産んだが、尊如は生後2日で、観如は慶長16年（1611年）に夭折した。慶長19年（1614年）に教如が示寂、側室の妙玄院如空が産んだ宣如の法主継承を阻み、宇野新蔵らと謀り長女の教証院如頓が産んだ外孫熊丸（後の公海）を法主に擁立しようとしたが、法主は宣如が継承し熊丸擁立は頓挫した。元和2年（1616年）に隠居したが、教如の遺品（本願寺肩衝）を巡り宣如と争った。寛永10年（1633年）に死去。

## 子女
- 長女：教証院如頓 - 花山院忠長室、公海の母。
- 次女：栄寿院教応 - 織田頼長室、後に本瑞寺教映室
- 三女：教妙 - 本徳寺昭什室
- 長男：尊如 - 早世
- 四女：陽寿院宣妙 - 専光寺教授室
- 五女：如尊 - 興善寺教尊室
- 次男：観如 - 早世
- 六女：寿正院教栄 - 教行寺教誓室
- 七女：光教院宣応 - 早世